# لورتا شوارتز نوبل
لورتا شوارتز نوبل (انگلیسی: Loretta Schwartz-Nobel؛ زادهٔ) روزنامه‌نگار، و نویسنده اهل ایالات متحده آمریکا است.